# Grotta della Pietrosa
La grotta della Pietrosa (o grotta di Tràchina), che nel catasto è siglata come Cb 182, è una grotta posta nell'omonima località del comune di Palmi. Con i rinvenimenti, databili all'Età del Bronzo e al Periodo elladico, ritrovati nella grotta, si può chiarire ulteriormente le relazioni che avvenivano tra le popolazioni locali del tempo e quelle egee.

## Storia
Nel periodo 1991-1993 vennero effettuati, all'interno della grotta, scavi sui livelli dell'età del bronzo a cura dell'Istituto italiano di archeologia sperimentale di Genova, per conto della Soprintendenza archeologica della Calabria.
Gli scavi effettuati sul "vano" principale della grotta non diedero risultati stratigrafici ma portarono rinvenimenti nel piccolo "vano" sud, a riprova dell'utilizzazione di quest'ultimo, da parte degli abitanti dell'epoca, in quanto creava maggior riparo.
Gli archeologi ipotizzano che la grotta fosse utilizzata dall'Età del Bronzo Antico, grazie ai rinvenimenti degli scavi del 1995.
Anche in età medievale, moderna e contemporanea l'ampio vano sotterraneo fu sfruttato come ricovero per le greggi.

## Descrizione

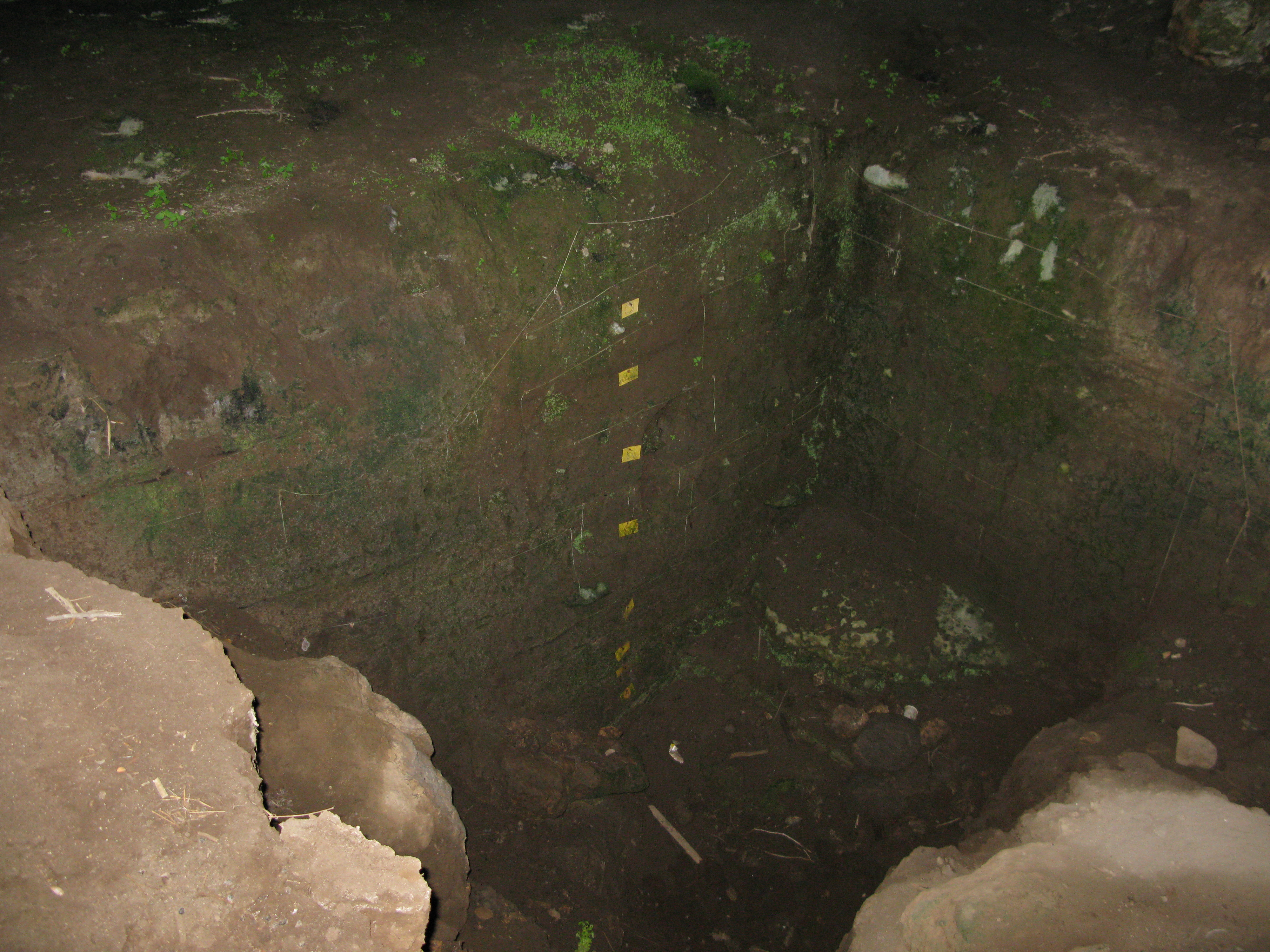
Stratigrafia - Grotta della Pietrosa

La grotta si colloca ad un'altezza s.l.m. di 90 metri, con profondità di 2 metri, uno sviluppo spaziale di 19,00 metri ed uno sviluppo planimetrico di 18,50 metri. Il dislivello massimo è di 2 metri. Il terreno geologico è formato da calcari del miocene superiore-sarmaziano.
La grotta è raggiungibile dalla frazione di Palmi Scalo proseguendo, tramite una strada sterrata carreggiabile, per la località Pietrosa, seguendo il tracciato Ferrovia Tirrenica Meridionale parallelamente.
Il sito in cui è collocata la grotta è costituito da un ampio riparo sotto roccia in un'alta falesia della Costa Viola, separata attualmente dal mare da terreni utilizzabili a fini agrari. Risultando visibili all'orizzonte il Mar Tirreno, dallo stretto fino a Capo Vaticano, e le Isole Eolie, anche la collocazione della grotta spiega la sua utilizzazione nei millenni passati.
La grotta è dotata di due ingressi distinti tra loro. Il primo, quello principale, è rivolto verso ovest ed ha forma semicircolare (larghezza circa 17 metri ed altezza 5) mentre il secondo, quello di dimensioni minori, è rivolto verso nord (larghezza 10 metri ed altezza 4). Gli ingressi conducono ad un ambiente unico ipogeo, nel quale vi è l'illuminazione naturale esterna.
Il riparo, per gli abitanti della grotta, era fornito da una minore quota del paleosuolo rispetto all'esterno e da alcuni blocchi franati e posti all'ingresso. Gli strati, al di sotto dei livelli di età storica, sono dodici ed alla base di uno di questi vi si può trovare una massicciata con focolare.
Agglomerati di litodomi, dovuti all'azione di molluschi marini, sono visibili sulle pareti della grotta. Pertanto la grotta in una fase storica fu sommersa dalle acque del mare.

## Reperti
I reperti rinvenuti nella grotta sono ceramiche principalmente della fase tarda dell'età del Bronzo mentre alcuni cocci sono interpretabili come importazioni dell'area egea. Ciò porta a pensare che le coste tirreniche calabresi rientrassero nelle rotte del commercio miceneo.